# Bologna Football Club 1909 2016-2017
Questa voce raccoglie le informazioni riguardanti il Bologna Football Club 1909 nelle competizioni ufficiali della stagione 2016-2017.

## Stagione
La stagione del Bologna inizia ufficialmente il 26 giugno con un pre-ritiro in Sardegna, ben prima rispetto alle altre squadre di A. Il ritiro ufficiale è stato fissato per il 10 luglio a Castelrotto, in Alto Adige. Proprio il giorno del ritiro ha fatto scalpore la notizia secondo cui il giocatore Amadou Diawara non si è presentato il giorno della partenza, decidendo volontariamente di non partire con i compagni a seguito di divergenze con la società.
Dopo un buon inizio di campionato, la squadra entra in un periodo di crisi dove conquista solo due vittorie in quattordici partite, terminando comunque il girone di andata con venti punti e dieci punti di distanza dalla terzultima posizione. Dopo la sosta la squadra continua nel suo ruolino incostante, tenendosi comunque a distanza dalla zona retrocessione anche grazie alle prestazioni negative di Crotone, Pescara e Palermo, le tre squadre in fondo alla classifica. Il 4 febbraio il Bologna subisce la sconfitta più pesante in casa della storia della società, perdendo 1-7 contro il Napoli. Dopo aver conquistato solo due punti, frutto di due pareggi e cinque sconfitte, di cui quattro di fila in casa, il tifo organizzato decide di disertare la trasferta contro il Sassuolo. Proprio quella partita vedrà il Bologna vincere con goal di Mattia Destro.
Con la vittoria per 4-0 contro l'Udinese, il Bologna raggiunge 39 punti e la matematica salvezza.

## Divise e sponsor
Per il sedicesimo anno consecutivo lo sponsor tecnico per la stagione 2015-2016 è Macron. Il main sponsor è FAAC.
La prima maglia è stata presentata l'otto maggio in occasione dell'ultima sfida casalinga del campionato contro il Milan. È stata la prima volta che il club svelasse prima della fine della stagione in corso la divisa per quella successiva. È composta dalle classiche quattro righe verticali con i colori rosso e blu alternati e uno scollo a V di dichiarata impronta vintage La nuova maglia infatti si ispira a quella indossata dal Bologna nel 1937, durante il Torneo Internazionale dell'Expo Universale di Parigi, vinto proprio dai rossoblu. Proprio nel 2017 si celebrerà l'ottantesimo anniversario di questa manifestazione. Il marchio Macron e il logo del club sono ricamati sulla maglia, mentre all'interno del colletto si trova il motto che fu creato proprio in seguito ai successi ottenuti dalla società felsinea durante gli anni trenta: "Lo squadrone che tremare il mondo fa". I pantaloncini sono bianchi con un inserto blu a destra e rosso a sinistra, mentre il bordo interno è colorato di blu. I calzettoni blu con un ampio risvolto rosso. La casacca indossata contro il Milan presenta inoltre la frase "La nostra energia siete voi" stampata sul retro, si tratta di una dedica del co-sponsor Illumia che ha rinnovato il contratto di partnership anche per la prossima stagione.
La seconda maglia è stata presentata invece durante il ritiro estivo nell'amichevole contro la Virtus Acquaviva. Viene riproposto il giallo, un colore legato in particolare alla stagione 1998-99, quando il Bologna vinse l'Intertoto e arrivò fino alle semifinali di Coppa UEFA e Coppa Italia. Ha una tonalità fluo e si abbina ai richiami rossoblù del colletto a V e del bordo delle maniche. Sul petto si trova lo stemma del Bologna, il marchio Macron e il main sponsor FAAC. Come nella maglia casalinga all'interno del collo è riportata la frase "Lo squadrone che tremare il mondo fa", mentre sul retro sono ricamate le iniziali e l'anno di fondazione. Il rossoblù è presente anche nella parte terminale dei fianchi su una fettuccia di tessuto. I nomi e i numeri sono blu con un'ombra rossa, sotto questi è applicato il co-sponsor Illumia. Sia i pantaloncini che i calzettoni sono giallo evidenziatore con inserti rossoblù, rispettivamente sui lati e mediante una banda orizzontale.
La terza maglia è stata presentata il 16 dicembre ed esordito in occasione della trasferta contro il Pescara due giorni dopo. La maglia omaggia lo stadio Renato Dall'Ara, la casa dei rossoblù dal 1927, di cui fra pochi mesi si celebra il 90º anniversario. Il colore principale è l'antracite ed è abbinato al rossoblù che ricopre il colletto, l'orlo delle maniche e il fondo della casacca. Sul lato destro è stampata tono su tono una foto della Torre di Maratona, il simbolo dello stadio di Bologna, eretta nel 1929. Ulteriori dettagli sono il motto “Lo squadrone che tremare il mondo fa” stampato all’interno del collo, già presente sulla prima maglia e su quella away gialla, e il ricamo “BFC 1909” sulla nuca. I pantaloncini e i calzettoni sono entrambi antracite con inserti rossoblù.
Le divise dei portieri sono grigia, nera e rossa.
| Casa | Trasferta | Terza divisa | 1ª portiere | 2ª portiere | 3ª portiere |

## Organigramma societario
- Chairman: Joey Saputo
- Presidente Onorario: Giuseppe Gazzoni Frascara
- Amministratore delegato: Claudio Fenucci
- Consigliere: Luca Bergamini, Luigi Marchesini, Gianluca Piredda, Joe Marsilii, Anthony Rizza
- Presidente del Collegio Sindacale: Francesco Catenacci,
- Collegio Sindacale: Massimo Cimino, Salvatore Ferri
- Direttore Amministrazione Finanza e Controllo: Alessandro Gabrieli

- Club Manager: Marco Di Vaio
- Segretario generale: Luca Befani
- Segretario Sportivo: Daniel Maurizi
- Responsabile Segreteria organizzativa: Federica Orlandi
- Segreteria organizzativa: Paolo Mazzitelli
- Eventi: Mirco Sandoni
- Team Manager: Roberto Tassi

Area comunicazione
- Responsabile: Carlo Caliceti
- Ufficio stampa: Gloria Gardini, Federico Frassinella

Area marketing
- Responsabile: Christoph Winterling
- Area marketing: Federica Furlan, Chiara Targa,

- Direttore sportivo: Riccardo Bigon
- Allenatore: Roberto Donadoni
- Allenatore in seconda: Luca Gotti
- Collaboratore tecnico: Renato Olive, Mario Bortolazzi,
- Preparatori atletici: Giovanni Andreini, Francesco Chinnici, Stefano Pasquali
- Preparatore dei portieri: Luca Bucci

Area sanitaria
- Responsabile: Gianni Nanni
- Medici sociali: Luca Bini, Giovanbattista Sisca,
- Fisioterapisti: Luca Ghelli, Luca Govoni, Carmelo Sposato

## Rosa
Ruoli e numerazione, tratti dal sito web ufficiale della società, aggiornati al 17 agosto 2016
| N. |                      | Ruolo | Calciatore            |
| -- | -------------------- | ----- | --------------------- |
| 1  | Brasile (bandiera)   | P     | Angelo da Costa       |
| 2  | Grecia (bandiera)    | D     | Marios Oikonomou      |
| 3  | Italia (bandiera)    | D     | Archimede Morleo      |
| 4  | Svezia (bandiera)    | D     | Emil Krafth           |
| 5  | Cile (bandiera)      | C     | Erick Pulgar          |
| 6  | Italia (bandiera)    | C     | Federico Viviani      |
| 7  | Francia (bandiera)   | A     | Anthony Mounier       |
| 8  | Algeria (bandiera)   | C     | Saphir Taïder         |
| 9  | Italia (bandiera)    | A     | Simone Verdi          |
| 10 | Italia (bandiera)    | A     | Mattia Destro         |
| 11 | Rep. Ceca (bandiera) | C     | Ladislav Krejčí       |
| 14 | Italia (bandiera)    | A     | Federico Di Francesco |
| 15 | Senegal (bandiera)   | D     | Ibrahima Mbaye        |
| 16 | Ungheria (bandiera)  | C     | Ádám Nagy             |
| 17 | Ghana (bandiera)     | C     | Godfred Donsah        |
| 18 | Svezia (bandiera)    | D     | Filip Helander        |

| N. |                     | Ruolo | Calciatore                      |
| -- | ------------------- | ----- | ------------------------------- |
| 19 | Nigeria (bandiera)  | A     | Sadiq Umar                      |
| 20 | Italia (bandiera)   | D     | Domenico Maietta                |
| 21 | Croazia (bandiera)  | A     | Bruno Petković                  |
| 22 | Italia (bandiera)   | C     | Luca Rizzo                      |
| 23 | Senegal (bandiera)  | P     | Alfred Gomis                    |
| 24 | Italia (bandiera)   | D     | Alex Ferrari                    |
| 25 | Italia (bandiera)   | D     | Adam Masina                     |
| 26 | Italia (bandiera)   | A     | Sergio Floccari                 |
| 28 | Italia (bandiera)   | D     | Daniele Gastaldello (capitano)  |
| 30 | Nigeria (bandiera)  | A     | Orji Okwonkwo                   |
| 31 | Svizzera (bandiera) | C     | Blerim Džemaili                 |
| 35 | Grecia (bandiera)   | D     | Vasilīs Torosidīs               |
| 83 | Italia (bandiera)   | P     | Antonio Mirante (vice capitano) |
| 97 | Senegal (bandiera)  | P     | Fallou Sarr                     |
| 99 | Italia (bandiera)   | A     | Robert Acquafresca              |

## Calciomercato

### Sessione estiva
| Acquisti         | Acquisti              | Acquisti        | Acquisti                                          |
| R.               | Nome                  | da              | Modalità                                          |
| ---------------- | --------------------- | --------------- | ------------------------------------------------- |
| P                | Alfred Gomis          | Torino          | prestito                                          |
| D                | Vasilis Torosidis     | Roma            | definitivo (1 milione €)                          |
| D                | Luca Ceccarelli       | Salernitana     | fine prestito                                     |
| D                | Nicolò Cherubin       | Atalanta        | fine prestito                                     |
| D                | Filip Helander        | Verona          | prestito con obbligo di riscatto.                 |
| C                | Luca Rizzo            | Sampdoria       | riscatto cartellino (6 milioni €)                 |
| C                | Ladislav Krejcì       | Sparta Praga    | definitivo (3,8 milioni €)                        |
| C                | Godfred Donsah        | Cagliari        | riscatto cartellino (5 milioni €)                 |
| C                | Ádám Nagy             | Ferencváros     | definitivo (1,8 milioni €)                        |
| C                | Federico Viviani      | Verona          | prestito con diritto di riscatto                  |
| C                | Lorenzo Crisetig      | Inter           | definitivo (2,7 milioni €)                        |
| C                | Blerim Dzemaili       | Galatasaray     | definitivo (1,3 milioni €)                        |
| C                | Marco Crimi           | Carpi           | fine prestito                                     |
| A                | Federico Di Francesco | Virtus Lanciano | definitivo (1,4 milioni €)                        |
| A                | Matteo Mancosu        | Carpi           | fine prestito                                     |
| A                | Filippo Falco         | Cesena          | fine prestito                                     |
| A                | Umar Sadiq            | Roma            | prestito con diritto di riscatto e controriscatto |
| A                | Simone Verdi          | Milan           | definitivo (6,4 milioni €)                        |
| Altre operazioni |                       |                 |                                                   |
| R.               | Nome                  | da              | Modalità                                          |
| P                | Filippo Perucchini    | Lecce           | definitivo                                        |
| D                | Lorenzo Paramatti     | Siena           | fine prestito                                     |
| D                | Marco Maini           | Lucchese        | fine prestito                                     |
| D                | Deian Boldor          | Virtus Lanciano | definitivo (0,2 milioni €)                        |
| D                | Gianmarco Gerevini    | Atlético CP     | fine prestito                                     |
| D                | Luca Camorani         | Otranto         | fine prestito                                     |
| D                | Ruben Palomeque       | Lucchese        | fine prestito                                     |
| D                | Federico Testoni      | Piacenza        | fine prestito                                     |
| C                | Francesco Bergamini   | Virtus Lanciano | fine prestito                                     |
| C                | Balint Vecsei         | Lecce           | fine prestito                                     |
| A                | Lorenzo Musto         | Torres          | definitivo                                        |
| A                | Andrea Vassallo       | Milan           | definitivo                                        |
| A                | Orji Okwonkwo         | Abuja           | definitivo                                        |
| A                | Andrea Castelletti    | Perugia         | definitivo                                        |

| Cessioni         | Cessioni             | Cessioni           | Cessioni                         |
| R.               | Nome                 | a                  | Modalità                         |
| ---------------- | -------------------- | ------------------ | -------------------------------- |
| P                | Dejan Stojanovic     |                    | svincolato                       |
| D                | Kevin Constant       |                    | svincolato                       |
| D                | Luca Rossettini      | Torino             | definitivo (1,98 milioni €)      |
| D                | Luca Ceccarelli      |                    | svincolato                       |
| D                | Nicolò Cherubin      | Verona             | prestito con obbligo di riscatto |
| C                | Matteo Brighi        |                    | svincolato                       |
| C                | Emanuele Giaccherini | Sunderland         | fine prestito                    |
| C                | Franco Zuculini      | Verona             | definitivo                       |
| C                | Lorenzo Crisetig     | Crotone            | prestito                         |
| C                | Juan Camilo Zuniga   | Napoli             | fine prestito                    |
| C                | Marco Crimi          | Carpi              | definitivo (0,5 milioni €)       |
| C                | Amadou Diawara       | Napoli             | definitivo (14,5 milioni €)      |
| A                | Matteo Mancosu       | Montréal Impact    | prestito                         |
| A                | Franco Brienza       | Bari               | definitivo                       |
| A                | Filippo Falco        | Benevento          | prestito                         |
| Altre operazioni |                      |                    |                                  |
| R.               | Nome                 | a                  | Modalità                         |
| P                | Filippo Perucchini   | Benevento          | prestito                         |
| P                | Mirko Albertazzi     | Virtus Francavilla | prestito                         |
| D                | Lorenzo Paramatti    | Santarcangelo      | prestito                         |
| D                | Ruben Palomeque      | Lupa Roma          | prestito                         |
| D                | Deian Boldor         | Verona             | prestito                         |
| D                | Gianmarco Gerevini   | Olhanense          | prestito                         |
| C                | Francesco Bergamini  | Gubbio             | prestito                         |
| C                | Bálint Vécsei        | Lugano             | prestito con diritto di riscatto |
| C                | Uros Radakovic       | Sigma Olomouc      | riscatto cartellino              |
| C                | Marko Krivicic       | Koper              | fine prestito                    |
| A                | Andrea Vassallo      | Brescia            | prestito biennale                |

### Sessione invernale
| Acquisti         | Acquisti             | Acquisti | Acquisti                   |
| R.               | Nome                 | da       | Modalità                   |
| ---------------- | -------------------- | -------- | -------------------------- |
| A                | Bruno Petkovic       | Trapani  | definitivo (1,3 milioni €) |
| Altre operazioni |                      |          |                            |
| R.               | Nome                 | a        | Modalità                   |
| C                | Juan Manuel Valencia | Cortuluá | definitivo (1,4 milioni €) |

| Cessioni | Cessioni           | Cessioni | Cessioni                         |
| R.       | Nome               | a        | Modalità                         |
| -------- | ------------------ | -------- | -------------------------------- |
| P        | Alfred Gomis       | Torino   | fine prestito                    |
| D        | Archimede Morleo   | Bari     | definitivo                       |
| D        | Alex Ferrari       | Verona   | prestito                         |
| A        | Sergio Floccari    | SPAL     | definitivo                       |
| A        | Anthony Mounier    | Atalanta | prestito con diritto di riscatto |
| A        | Robert Acquafresca | Ternana  | definitivo                       |

## Risultati

### Serie A

#### Girone di andata
| Arbitro: | Gavilucci (Latina) |

|            |           |  |
| Destro 86’ | Marcatori |  |

| Arbitro: | Rocchi (Firenze) |

|                                                |           |            |
| Belotti 28’, 38’, 89’ Martínez 53’ Baselli 80’ | Marcatori | 32’ Taïder |

| Arbitro: | Abisso (Palermo) |

|                            |           |                 |
| Verdi 23’ Di Francesco 74’ | Marcatori | 83’ Bruno Alves |

| Arbitro: | Doveri (Roma) |

|                             |           |           |
| Callejón 14’ Milik 67’, 78’ | Marcatori | 56’ Verdi |

| Arbitro: | Calvarese (Teramo) |

|                      |           |  |
| Verdi 45’ Destro 50’ | Marcatori |  |

| Arbitro: | Celi (Bari) |

|             |           |            |
| Perisic 37’ | Marcatori | 14’ Destro |

| Arbitro: | Maresca (Napoli) |

|  |           |             |
|  | Marcatori | 77’ Simeone |

| Arbitro: | Di Bello (Brindisi) |

|                       |           |              |
| Immobile 90+7’ (rig.) | Marcatori | 10’ Helander |

| Arbitro: | Irrati (Pistoia) |

|           |           |          |
| Verdi 10’ | Marcatori | 83’Matri |

| Arbitro: | Pasqua (Tivoli) |

|                  |           |            |
| Mbaye 70’ (aut.) | Marcatori | 52’ Pulgar |

| Arbitro: | Valeri (Roma) |

|  |           |                    |
|  | Marcatori | 31’ (rig.) Kalinić |

| Arbitro: | Giacomelli (Trieste) |

|                     |           |  |
| Salah 17’, 63’, 71’ | Marcatori |  |

| Arbitro: | Russo (Nola) |

|                                     |           |                |
| Destro 20’ Dzemaili 67’ Viviani 72’ | Marcatori | 9’ Nestorovski |

| Arbitro: | Mariani (Aprilia) |

|  |           |                         |
|  | Marcatori | 15’ Masiello 68’ Kurtić |

| Arbitro: | Pasqua (Tivoli) |

|              |           |  |
| Danilo 90+3’ | Marcatori |  |

| Bologna 12 dicembre 2016, ore 15:00 16ª giornata | Bologna                  | 0 – 0 referto | Empoli | Stadio Renato Dall'Ara (17 598 spett.)\| Arbitro: \| Guida (Torre Annunziata) \| |
| Arbitro:                                         | Guida (Torre Annunziata) |               |        |                                                                                  |

| Arbitro: | Rocchi (Firenze) |

|  |           |                                          |
|  | Marcatori | 7’ Masina 41’ Dzemaili 57’ (rig.) Krejci |

| Arbitro: | Doveri (Roma) |

|  |           |             |
|  | Marcatori | 89’ Pašalić |

| Arbitro: | Mariani (Aprilia) |

|                                   |           |  |
| Higuaín 7’, 55’ Dybala 41’ (rig.) | Marcatori |  |

#### Girone di ritorno
| Arbitro: | Calvarese (Teramo) |

|  |           |              |
|  | Marcatori | 51’ Džemaili |

| Arbitro: | Ghersini (Genova) |

|                   |           |  |
| Džemaili 43’, 83’ | Marcatori |  |

| Arbitro: | Pairetto (Nichelino) |

|                 |           |            |
| Borriello 90+2’ | Marcatori | 64’ Destro |

| Arbitro: | Massa (Imperia) |

|               |           |                                                      |
| Torosidīs 36’ | Marcatori | 4’, 70’, 74’ Hamšík 6’ Insigne 33’, 43’, 90’ Mertens |

| Arbitro: | Fabbri (Ravenna) |

|                                               |           |              |
| Muriel 81’ (rig.) Schick 82’ Mbaye 88’ (aut.) | Marcatori | 18’ Dzemaili |

| Arbitro: | Mazzoleni (Bergamo) |

|  |           |             |
|  | Marcatori | 81’ Barbosa |

| Arbitro: | Rocchi (Firenze) |

|              |           |             |
| Ntcham 90+3’ | Marcatori | 57’ Viviani |

| Arbitro: | Russo (Nola) |

|  |           |                  |
|  | Marcatori | 9’, 74’ Immobile |

| Arbitro: | Valeri (Roma) |

|  |           |            |
|  | Marcatori | 59’ Destro |

| Arbitro: | Abisso (Palermo) |

|                                                |           |            |
| Verdi 61’ Dzemaili 72’, 90’ Di Francesco 90+3’ | Marcatori | 40’ Castro |

| Arbitro: | Doveri (Roma) |

|             |           |  |
| Babacar 51’ | Marcatori |  |

| Arbitro: | Damato (Barletta) |

|  |           |                               |
|  | Marcatori | 25’ Fazio 41’ Salah 75’ Džeko |

| Palermo 15 aprile 2017, ore 15:00 CEST 32ª giornata | Palermo         | 0 – 0 referto | Bologna | Stadio Renzo Barbera (9 915 spett.)\| Arbitro: \| Banti (Livorno) \| |
| Arbitro:                                            | Banti (Livorno) |               |         |                                                                      |

| Arbitro: | Russo (Nola) |

|                                  |           |                             |
| Conti 3’ Freuler 14’ Caldara 75’ | Marcatori | 16’ Destro 61’ Di Francesco |

| Arbitro: | Celi (Bari) |

|                                             |           |  |
| Destro 2’, 59’ Taider 45’ Danilo 68’ (aut.) | Marcatori |  |

| Arbitro: | Calvarese (Teramo) |

|                                |           |           |
| Croce 5’ Pasqual 38’ Costa 47’ | Marcatori | 11’ Verdi |

| Arbitro: | Di Martino (Teramo) |

|                                   |           |              |
| Destro 8’, 90+1’ Di Francesco 48’ | Marcatori | 24’ Bahebeck |

| Arbitro: | Giacomelli (Tieste) |

|                                       |           |  |
| Deulofeu 69’ Honda 73’ Lapadula 90+1’ | Marcatori |  |

| Arbitro: | Mariani (Aprilia) |

|            |           |                       |
| Taïder 52’ | Marcatori | 70’ Dybala 90+4’ Kean |

### Coppa Italia

#### Turni preliminari
| Arbitro: | Abbattista (Molfetta) |

|                       |           |  |
| Krejci 41’ Taider 46’ | Marcatori |  |

| Arbitro: | Mariani (Aprilia) |

|                                              |           |  |
| Di Francesco 31’ Mounier 39’, 86’ Krafth 90’ | Marcatori |  |

#### Fase finale
| Arbitro: | Mariani (Aprilia) |

|                                      |           |                         |
| Murillo 33’ Palacio 39’ Candreva 98’ | Marcatori | 43’ Džemaili 73’ Donsah |

## Statistiche
Statistiche aggiornate al 15 maggio 2016.

### Statistiche di squadra
| Competizione | Punti | In casa | In casa | In casa | In casa | In casa | In casa | In trasferta | In trasferta | In trasferta | In trasferta | In trasferta | In trasferta | Totale | Totale | Totale | Totale | Totale | Totale | DR  |
| Competizione | Punti | G       | V       | N       | P       | Gf      | Gs      | G            | V            | N            | P            | Gf           | Gs           | G      | V      | N      | P      | Gf     | Gs     | DR  |
| ------------ | ----- | ------- | ------- | ------- | ------- | ------- | ------- | ------------ | ------------ | ------------ | ------------ | ------------ | ------------ | ------ | ------ | ------ | ------ | ------ | ------ | --- |
| Serie A      | 41    | 19      | 8       | 2       | 9       | 24      | 25      | 19           | 3            | 6            | 10           | 16           | 32           | 38     | 11     | 8      | 19     | 40     | 57     | -17 |
| Coppa Italia | -     | 2       | 2       | 0       | 0       | 6       | 0       | 1            | 0            | 0            | 1            | 2            | 3            | 3      | 2      | 0      | 1      | 8      | 3      | +5  |
| Totale       | 41    | 21      | 10      | 2       | 9       | 30      | 25      | 20           | 3            | 6            | 11           | 18           | 35           | 41     | 13     | 8      | 20     | 48     | 60     | -12 |

### Andamento in campionato
| Giornata  | 1 | 2  | 3 | 4  | 5 | 6 | 7  | 8  | 9  | 10 | 11 | 12 | 13 | 14 | 15 | 16 | 17 | 18 | 19 | 20 | 21 | 22 | 23 | 24 | 25 | 26 | 27 | 28 | 29 | 30 | 31 | 32 | 33 | 34 | 35 | 36 | 37 | 38 |
| --------- | - | -- | - | -- | - | - | -- | -- | -- | -- | -- | -- | -- | -- | -- | -- | -- | -- | -- | -- | -- | -- | -- | -- | -- | -- | -- | -- | -- | -- | -- | -- | -- | -- | -- | -- | -- | -- |
| Luogo     | C | T  | C | T  | C | T | C  | T  | C  | T  | C  | T  | C  | C  | T  | C  | T  | C  | T  | T  | C  | T  | C  | T  | C  | T  | C  | T  | C  | T  | C  | T  | T  | C  | T  | C  | T  | C  |
| Risultato | V | P  | V | P  | V | N | P  | N  | N  | N  | P  | P  | V  | P  | P  | N  | V  | P  | P  | V  | V  | N  | P  | P  | P  | N  | P  | V  | V  | P  | P  | N  | P  | V  | P  | V  | P  | P  |
| Posizione | 7 | 14 | 7 | 11 | 7 | 7 | 10 | 12 | 12 | 15 | 16 | 16 | 14 | 16 | 16 | 17 | 15 | 15 | 15 | 15 | 10 | 14 | 16 | 16 | 16 | 16 | 16 | 13 | 13 | 14 | 14 | 14 | 15 | 15 | 15 | 15 | 15 | 15 |

Fonte:  Serie A – Classifiche, su sport.sky.it, Sky Sport. URL consultato il 22 luglio 2016 (archiviato dall'url originale il 26 agosto 2015).
Legenda:

Luogo: C = Casa; T = Trasferta. Risultato: V = Vittoria; N = Pareggio; P = Sconfitta.

### Statistiche dei giocatori
Sono in corsivo i calciatori che hanno lasciato la società a stagione in corso.
| Giocatore       | Serie A  | Serie A | Serie A     | Serie A    | Coppa Italia | Coppa Italia | Coppa Italia | Coppa Italia | Totale   | Totale | Totale      | Totale     |
| Giocatore       | Presenze | Reti    | Ammonizioni | Espulsioni | Presenze     | Reti         | Ammonizioni  | Espulsioni   | Presenze | Reti   | Ammonizioni | Espulsioni |
| --------------- | -------- | ------- | ----------- | ---------- | ------------ | ------------ | ------------ | ------------ | -------- | ------ | ----------- | ---------- |
| R. Acquafresca  | -        | -       | -           | -          | -            | -            | -            | -            | -        | -      | -           | -          |
| A. Da Costa     | 17       | -24     | 1           | -          | 1            | -3           | -            | -            | 18       | -27    | 1           | -          |
| M. Destro       | 29       | 11      | 4           | -          | 3            | -            | -            | -            | 32       | 11     | 4           | -          |
| F. Di Francesco | 24       | 4       | 3           | 1          | 3            | 1            | 1            | -            | 27       | 5      | 4           | 1          |
| G. Donsah       | 13       | 2       | -           | -          | 3            | 1            | 1            | -            | 16       | 3      | 1           | -          |
| B. Dzemaili     | 31       | 8       | 10          | 1          | 2            | 1            | -            | -            | 33       | 9      | 10          | 1          |
| A. Ferrari      | 1        | -       | -           | -          | -            | -            | -            | -            | 1        | -      | -           | -          |
| S. Floccari     | 5        | -       | -           | -          | -            | -            | -            | -            | 5        | -      | -           | -          |
| D. Gastaldello  | 23       | -       | 11          | 2          | 2            | -            | -            | -            | 25       | -      | 11          | 2          |
| F. Helander     | 11       | 1       | 3           | -          | 2            | -            | -            | -            | 13       | 1      | 3           | -          |
| E. Krafth       | 25       | -       | 1           | 2          | 3            | 1            | -            | -            | 28       | 1      | 1           | 2          |
| L. Krejci       | 36       | 1       | 2           | -          | 1            | 1            | -            | -            | 37       | 2      | 2           | -          |
| D. Maietta      | 29       | -       | 8           | -          | 2            | -            | -            | -            | 31       | -      | 8           | -          |
| A. Masina       | 32       | 1       | 6           | 1          | 2            | -            | -            | -            | 34       | 1      | 6           | 1          |
| I. Mbaye        | 15       | -       | 4           | -          | 1            | -            | -            | -            | 16       | -      | 4           | -          |
| A. Mirante      | 21       | -29     | -           | -          | 1            | -            | -            | -            | 22       | -29    | -           | -          |
| A. Morleo       | 1        | -       | -           | -          | -            | -            | -            | -            | 1        | -      | -           | -          |
| A. Mounier      | 6        | -       | -           | -          | 2            | 2            | -            | -            | 8        | 2      | -           | -          |
| A. Nagy         | 24       | -       | 4           | -          | 3            | -            | -            | -            | 27       | -      | 4           | -          |
| M. Oikonomou    | 18       | -       | 1           | -          | 2            | -            | -            | -            | 20       | -      | 1           | -          |
| O. Okwonkwo     | 8        | -       | -           | -          | -            | -            | -            | -            | 8        | -      | -           | -          |
| B. Petković     | 11       | -       | 1           | -          | -            | -            | -            | -            | 11       | -      | 1           | -          |
| E. Pulgar       | 26       | 1       | 5           | 1          | 3            | -            | 1            | -            | 29       | 1      | 6           | 1          |
| L. Rizzo        | 12       | -       | -           | -          | 1            | -            | -            | -            | 13       | -      | -           | -          |
| S. Taïder       | 23       | 2       | 1           | -          | 1            | 1            | -            | -            | 24       | 3      | 1           | -          |
| V. Torosidis    | 27       | 1       | 5           | 1          | -            | -            | -            | -            | 27       | 1      | 5           | 1          |
| S. Verdi        | 28       | 6       | 4           | -          | 1            | -            | -            | -            | 29       | 6      | 4           | -          |
| F. Viviani      | 16       | 2       | 3           | 1          | 1            | -            | -            | -            | 17       | 2      | 3           | 1          |

## Giovanili

### Organigramma
Area direttiva
- Responsabile: Daniele Corazza
- Segretario settore giovanile: Valerio Chiatti, Tommaso Fini

Area tecnica - Primavera
- Allenatore: Paolo Magnani
- Collaboratore tecnico: Gianni Migliorini, Francesco Morara
- Preparatore atletico: Raffaele Gagliardo
- Medico sociale: Roberto D'Ovidio
- Fisioterapista: Silvio Rossi
- Preparatore portieri: Vincenzo Benvenuto

Area tecnica - Allievi Nazionali
- Allenatore: Emanuele Troise
- Preparatore portieri: Vincenzo Benvenuto
- Collaboratore tecnico: Francesco Satta
- Preparatore Atletico: Mattia Bigi
- Fisioterapista: Luca Govoni

Area tecnica - Allievi Lega Pro
- Allenatore: Danilo Collina
- Collaboratore tecnico: Nicolò Mazzanti
- Fisioterapista: Simone Spelorzi
- Preparatore portieri: Vincenzo Benvenuto

Area tecnica - Giovanissimi Nazionali
- Allenatore: Gianluca Pagliuca
- Collaboratore tecnico: Alberto Olianas

Area tecnica - Giovanissimi Professionisti
- Allenatore: Davide Cioni e Christian Zucchini
- Collaboratore tecnico: Filippo Ceglia
- Preparatore portieri: Oriano Boschin
- Preparatore atletico: Simone Romano

### Piazzamenti
- Primavera:
  - Campionato: 6º posto nel girone C
  - Coppa Italia: Ottavi di finale
  - Viareggio: Ottavi di finale
- Allievi Nazionali Under 17:
  - Campionato: 3º posto nel girone B, ottavi di finale ai playoff
- Under 16:
  - Campionato: 9º posto nel girone B
- Under 15:
  - Campionato: 6º posto nel girone B